# Дзёо
Дзёо (яп. 女王 Дзё:о:, «Императрица») — один из шести главных женских титулов («корон») сёги в Японии. Разыгрывается в турнире Майнави дзёси опэн (яп. マイナビ女子オープン «Открытый женский турнир Майнави») Учреждён в 2007 году корпорацией Майнави, Японской ассоциацией сёги и LPSA, однако в январе 2013 года LPSA разорвала контракт на участие в турнире по причине внутренних разногласий с NSR.
Основной турнир каждого сезона проходит в начале года. Он открыт не только для профессионалок, но и для сёгисток-любительниц (так, в 1-м сезоне 2008 года в начальном, отборочном этапе Майнави дзёси опэн приняли участие около 1500 сёгисток). В этом отношении он является аналогом мужского титульного матча Рюо.
Претендентка на титул определяется в марте, а финальный титульный матч сезона (до трёх побед одной из сторон) проводится в апреле—мае. Каждой из сторон на партию даётся по 3 часа основного времени и 1 минута бёёми.

## Эйсэй-дзёо
Титул «Пожизненная императрица» (яп. 永世女王, эйсэй-дзёо) присваивается за завоевание титула дзёо 5 раз подряд или 7 раз в сумме. Это наиболее жёсткие условия за присуждение пожизненного женского титула: для получения любого другого, достаточно завоевать 5 соответствующих ежегодных титулов в сумме. На начало 2022 года титул эйсэй-дзёо не был присвоен никому.